# Ненад Штрбац
Ненад Штрбац (серб. Ненад Штрбац/Nenad Štrbac) — югославский и канадский музыкант. Лидер групп Bonton Baya, Garri Garrincha, 24/7 и neshcoART.

## Биография
Родился и вырос в Сараево. С 1978 года начал сочинять стихи и писать музыку.
В 1982 собрал группу Bonton Baya (Bonton Baja), в которую помимо него вошли Златан Чико, Никша Братош, Адемир Волич, Дамир Мисирлич. Группа стала пионером новой волны в Боснии и Герцеговине. Все песни коллектива были написаны и исполнены Штрбацем.
Bonton Baya много гастролировали, став участниками таких престижных фестивалей, как Subotica, Опатийский фестиваль 1983, Гитарный фест Zaječar. Также коллектив снял несколько видеороликов, после чего заключил контракт с DISKOTON.
Пластинка ELPI вышла в 1983 году, получив множество хвалебных отзывов. Самыми известными композициями стали «Nipon Elektronik», «Logora», «O vremenu prošlom». Считается одним из самых дорогих и желанных югославских релизов для коллекционеров. В феврале 1984 Ненад Штрбац решает распустить коллектив из-за проблем с DISKOTON.
Через некоторое время Ненад Штрбац решил организовать новый проект. В Garri Garrincha, помимо него, вошли также Мишко Станишич, Дино Музур, супруги Миодраг и Милица Нецич. Вышедший в 1985 году альбом «Leptir Mašna, Aktn Tašna I Velik Radni Sto, Plata Strašna, Čak Izdašna, Ne, Nisam Ja Za To» получился полной противоположностью Bonton Baya и, со слов Ненада Штрбаца, стал «местью Дискотону за несправедливое отношение к Bonton Baya». Звукорежиссером выступил Дино Дворник, а издателем словенская студия Dokumentarna. Группа получила широкое признание, а композиция «Negacija nikad nikad» стала хитом.

## Личная жизнь
- Родился в Сараево.
- Жил в районе Старый город.
- Закончил Сараевский университет по специальности «юриспруденция».
- Живет в Ванкувере.
- Занимается промышленным дизайном.
- Играет в группах 24/7 и neshcoART.
- Участвовал в записи известной певицы Amila Jutro je vec.

## Дискография

### Bonton Baya
- ELPI (1983)

### Garri Garrincha
- Leptir Mašna, Aktn Tašna I Velik Radni Sto, Plata Strašna, Čak Izdašna, Ne, Nisam Ja Za To (1985)